# Осошвили, Владимир Захарьевич
Владимир Захарьевич Осошвили (1899 год, село Чумлаки, Сигнахский уезд, Тифлисская губерния, Российская империя — неизвестно, село Чумлаки, Гурджаанский район, Грузинская ССР) — председатель колхоза имени Калинина Гурджаанского района, Грузинская ССР. Герой Социалистического Труда (1950).

## Биография
Родился в 1899 году в крестьянской семье в селе Чумлаки Сигнахского уезда. С раннего возраста трудился в сельском хозяйстве. Во время коллективизации участвовал в организации колхоза имени Калинина Гурджаанского района в родном селе. Впоследствии был избран председателем этого же колхоза (преемник — Валико Алексеевич Утиашвили).
В послевоенные годы за короткий период вывел колхоз на уровень довоенного производства. За высокие трудовые показатели по итогам 1948 года был награждён Орденом Ленина. В 1949 году колхоз сдал государству в среднем с каждого гектара по 114,1 центнера винограда с общей площади 25 гектаров. Указом Президиума Верховного Совета СССР от 5 сентября 1949 года удостоен звания Героя Социалистического Труда за «получение высоких урожаев винограда в 1949 году» с вручением ордена Ленина и золотой медали «Серп и Молот» (№ 5651).
Этим же указом званием Героя Социалистического Труда были награждены труженики колхоза имени Калинина бригадир Давид Георгиевич Мамателашвили, звеньевые Иван Захарьевич Датуашвили, Иосиф Васильевич Датуашвили, Давид Васильевич Кутибашвили, Тамара Семёновна Майсурадзе и Сергей Михайлович Мирвелашвили.
После выхода на пенсию проживал в родном селе Чумлаки Гурджаанского района. Дата смерти не установлена.
Награды
- Герой Социалистического Труда
- Орден Ленина — дважды (09.08.1949; 1950)